# Ясківка білолоба
Ясківка білолоба (Petrochelidon pyrrhonota) — вид горобцеподібних птахів родини ластівкових (Hirundinidae). Поширений в Америці.

## Поширення
Птах гніздиться в Північній Америці (Канада, США, Мексика). На зимівлю мігрує до Південної Америки. Населяє відкриті сільські та міські території та гори. Більшість гніздових колоній пов'язана з людськими творіннями.

## Опис
Ластівка завдовжки близько 13 см вагою 20 г. Її можна відрізнити за смугастою спиною, темним горлом і охристим крупом. Має білуватий лоб, блискучу блакитну спину та тім'я, сірувато-коричневі груди, білі низ і черевце з чорним дзьобом і ногами.

## Спосіб життя
Сезон розмноження в основному триває з квітня/травня до липня/початку серпня. Гніздиться колоніями. Птах прикріплює келихоподібні гнізда до скель; вони зроблені зі змішаної слини та бруду, вони можуть служити роками. У кладці 1–6 яєць. Інкубація триває 10–19 днів. Пташенята повністю оперяються через 20–26 днів після вилуплення.

## Підвиди
- P. p. pyrrhonota (Vieillot, 1817) – Аляска, Канада, західна, північна та східна частини США та північний захід Нижньої Каліфорнії (північно-західна Мексика).
- P. p. ganieri (A. R. Phillips, 1986) – південно-центральні США.
- P. p. tachina (Oberholser, 1903) – південний захід США і північний схід Нижньої Каліфорнії.
- P. p. melanogaster  (Swainson, 1827) –  крайній південний схід Аризони та південний захід Нью-Мексико до західної та південної Мексики.